# 핀란드의 농림장관
핀란드의 농림장관(핀란드어: Suomen maa- ja metsätalousministeri 수오멘 마 야 메채탈로우스미니스테리[*])은 핀란드 국가평의회에 입각하는 각료 중 한 명으로서, 농림부의 총책임자다.
장관직 명칭 변천사:
- 1917년 이전 핀란드 대공국 시기: 농경국장(핀란드어: maanviljelystoimituskunnan päällikkö 만빌롈뤼스토이미투스쿠난 팰리쾨[*])
- 1917년-1918년 내전기: 농무국장(핀란드어: maataloustoimituskunnan päällikkö 마탈로우스토이미니투스쿠난 팰리쾨[*])
- 1918년 11월 27일-1971년 2월 28일: 농무장관(핀란드어: Maatalousministeri 마탈로우스미니스테리[*])
- 1971년 3월 1일 이후: 농림장관(핀란드어: maa- ja metsätalousministeri 마 야 메채탈로우스미니스테리[*])[1]

부장관직 명칭 변천사:
- 1917년-1918년 내전기: 농무국장보(핀란드어: maataloustoimituskunnan apulaispäällikkö 마탈로우스토이미니투스쿠난 아풀라이스팰리쾨[*])
- 1919년-1937년: 농무장관보(핀란드어: apulaismaatalousministeri 아풀라이스마탈로우스미니스테리[*]),[2]
- 1939년-1968년: 농무부장관(핀란드어: ministeri maatalousministeriössä 미니스테리 마탈로우스미니스테리외새[*])
- 1977년 이후: 농림부장관(핀란드어: ministeri maa- ja metsätalousministeriössä 미니스테리 마 야 메채탈로우스미니스테리외새[*])

| 역대 장관                                                                   | 역대 장관                                                       | 역대 장관                                                       | 역대 장관                                                       | 역대 장관                                                       |
| 농경국장( maanviljelystoimituskunnan päällikkö : 1861년-1917년)             | 농경국장( maanviljelystoimituskunnan päällikkö : 1861년-1917년) | 농경국장( maanviljelystoimituskunnan päällikkö : 1861년-1917년) | 농경국장( maanviljelystoimituskunnan päällikkö : 1861년-1917년) | 농경국장( maanviljelystoimituskunnan päällikkö : 1861년-1917년) |
| 각료                                                                        | 정당                                                            | 정당                                                            | 임기                                                            | 원로원                                                          |
| --------------------------------------------------------------------------- | --------------------------------------------------------------- | --------------------------------------------------------------- | --------------------------------------------------------------- | --------------------------------------------------------------- |
| 요한 그리펜베리                                                             |                                                                 | 무소속                                                          | 1861년 5월 1일-1866년 11월 21일                                 | 노르덴스탐                                                      |
| 요한 폰 보른                                                                |                                                                 | 무소속                                                          | 1866년 12월 12일-1873년 5월 10일                                | 노르덴스탐                                                      |
| 오스카르 노르멘                                                             |                                                                 | 무소속                                                          | 1873년 5월 20일-1882년 10월 1일                                 | 노르덴스탐                                                      |
| 오스카르 노르멘                                                             | 1882년 1월 10일-1885년 1월 10일                                 | 무소속                                                          | 아프 포르셀레스                                                 |                                                                 |
| 오스카르 노르멘                                                             | 1885년 10월 1일-1888년 12월 1일                                 | 무소속                                                          | 폰 트로일                                                       |                                                                 |
| 게오르크 폰 알프탄                                                          |                                                                 | 무소속                                                          | 폰 트로일                                                       | 1889년 1월 2일-1891년 11월 23일                                 |
| 게오르크 폰 알프탄                                                          | 1891년 11월 23일-1892년 10월 1일                                | 무소속                                                          | 투데르                                                          |                                                                 |
| 요하네스 그리펜베리                                                         |                                                                 | 핀란드당                                                        | 투데르                                                          | 1892년 10월 1일-1896년 2월 4일 †                                |
| 구스타프 폰 트로일                                                          |                                                                 | 무소속                                                          | 투데르                                                          | 1893년 6월 3일-1900년 7월 5일                                   |
| 크누트 스포레                                                               |                                                                 | 무소속                                                          | 투데르                                                          | 1900년 7월 5일-1900년 10월 19일                                 |
| 크누트 스포레                                                               | 1900년 10월 19일-1903년 7월 3일 †                               | 무소속                                                          | 린데르                                                          |                                                                 |
| 오스발드 키흘만                                                             |                                                                 | 핀란드당                                                        | 린데르                                                          | 1903년 10월 17일-1905년 3월 29일                                |
| 오스발드 키흘만                                                             | 1905년 3월 29일-1905년 11월 11일                                | 핀란드당                                                        | 스트렝                                                          |                                                                 |
| 볼마르 오니 슈일트                                                          |                                                                 | 청년 핀란드당                                                   | 1905년 12월 1일-1908년 8월 1일                                  | 메켈린                                                          |
| 볼마르 오니 슈일트                                                          | 1908년 8월 1일-1909년 4월 25일                                  | 청년 핀란드당                                                   | 혤트                                                            |                                                                 |
| 오토 브레데                                                                 |                                                                 | 스웨덴인당                                                      | 혤트                                                            | 1909년 7월 23일-1909년 11월 13일                                |
| 파울 크라츠                                                                 |                                                                 | 핀란드당                                                        | 1909년 10월 12일-1910년 1월 12일                                | 마르코프                                                        |
| 알렉산데르 폰 코텐                                                          |                                                                 | 핀란드당                                                        | 1910년 1월 12일-1917년 3월 26일                                 | 마르코프                                                        |
| 알렉산데르 폰 코텐                                                          | 1910년-1917년 3월 26일                                          | 핀란드당                                                        | 보로비티노프                                                    |                                                                 |
| 퀴외스티 칼리오                                                             |                                                                 | 농업동맹                                                        | 1917년 3월 26일-1917년 9월 8일                                  | 토코이                                                          |
| 퀴외스티 칼리오                                                             | 1917년 9월 17일-1917년 11월 27일                                | 농업동맹                                                        | 세탤래                                                          |                                                                 |
| 농무국장( maataloustoimituskunnan päällikkö : 1917년-1918년)                |                                                                 |                                                                 |                                                                 |                                                                 |
| 각료                                                                        | 정당                                                            | 정당                                                            | 임기                                                            | 원로원                                                          |
| 퀴외스티 칼리오                                                             |                                                                 | 농업동맹                                                        | 1917년 11월 27일–1918년 5월 27일                                | 제1차 스빈후부드                                                |
| 퀴외스티 칼리오                                                             | 1918년 5월 27일–1918년 11월 27일                                | 농업동맹                                                        | 제1차 파시키비                                                  |                                                                 |
| 농무장관( maatalousministeri : 1918년-1971년) [ 3 ]                         |                                                                 |                                                                 |                                                                 |                                                                 |
| 각료                                                                        | 정당                                                            | 정당                                                            | 임기                                                            | 내각                                                            |
| 우노 브란데르                                                               |                                                                 | 국민진보당                                                      | 1918년 11월 27일-1919년 4월 17일                                | 제1차 잉그만                                                    |
| 퀴외스티 칼리오                                                             |                                                                 | 농업동맹                                                        | 1919년 4월 17일-1919년 8월 15일                                 | K. 카스트렌                                                     |
| 퀴외스티 칼리오                                                             | 1919년 8월 15일-1920년 3월 15일                                 | 농업동맹                                                        | 제1차 벤놀라                                                    |                                                                 |
| 에로 페흐코넨                                                               |                                                                 | 농업동맹                                                        | 1920년 3월 15일-1921년 4월 9일                                  | 에리히                                                          |
| 퀴외스티 칼리오                                                             |                                                                 | 농업동맹                                                        | 1921년 4월 9일-1922년 6월 2일                                   | 제2차 벤놀라                                                    |
| 카를 엘핑                                                                   |                                                                 | 무소속                                                          | 1922년 6월 2일-1922년 11월 14일                                 | 제1차 카얀데르                                                  |
| 유호 수닐라                                                                 |                                                                 | 농업동맹                                                        | 1922년 11월 14일-1924년 1월 18일                                | 제1차 칼리오                                                    |
| 카를 엘핑                                                                   |                                                                 | 무소속                                                          | 1924년 1월 18일-1924년 5월 31일                                 | 제2차 카얀데르                                                  |
| 얄로 라흐덴수오                                                             |                                                                 | 농업동맹                                                        | 1924년 5월 31일-1924년 11월 22일                                | 제2차 잉그만                                                    |
| 일마리 아우에르                                                             |                                                                 | 농업동맹                                                        | 1924년 11월 22일-1925년 3월 31일                                | 제2차 잉그만                                                    |
| 유호 수닐라                                                                 |                                                                 | 농업동맹                                                        | 1925년 3월 31일-1925년 12월 31일                                | 툴렌헤이모                                                      |
| 유호 수닐라                                                                 | 1925년 12월 31일-1926년 12월 13일                               | 농업동맹                                                        | 제2차 칼리오                                                    |                                                                 |
| 마우노 페칼라                                                               |                                                                 | 사회민주당                                                      | 1926년 12월 13일-1927년 12월 17일                               | 탄네르                                                          |
| 시구르드 마트손                                                             |                                                                 | 농업동맹                                                        | 1927년 12월 17일-1928년 12월 22일                               | 제1차 수닐라                                                    |
| 에밀 리나                                                                   |                                                                 | 국민진보당                                                      | 1928년 12월 22일-1929년 8월 16일                                | 만테레                                                          |
| 카를레 엘릴래                                                               |                                                                 | 농업동맹                                                        | 1929년 8월 16일-1930년 7월 4일                                  | 제3차 칼리오                                                    |
| 아우구스트 라티카이넨                                                       |                                                                 | 농업동맹                                                        | 1930년 7월 4일-1931년 3월 21일                                  | 제2차 스빈후부드                                                |
| 시구르드 마트손                                                             |                                                                 | 농업동맹                                                        | 1931년 3월 21일-1932년 12월 14일                                | 제2차 수닐라                                                    |
| 칼레 유틸라                                                                 |                                                                 | 농업동맹                                                        | 1932년 12월 14일-1936년 9월 25일                                | 키비매키                                                        |
| 에밀 리나                                                                   |                                                                 | 국민진보당                                                      | 1936년 9월 25일-1936년 10월 7일                                 | 키비매키                                                        |
| 페카 헤이키넨                                                               |                                                                 | 농업동맹                                                        | 1936년 10월 7일-1937년 3월 12일                                 | 제4차 칼리오                                                    |
| 페카 헤이키넨                                                               | 1937년 3월 12일-1939년 12월 1일                                 | 농업동맹                                                        | 제3차 카얀데르                                                  |                                                                 |
| 페카 헤이키넨                                                               | 1939년 12월 1일-1940년 3월 27일                                 | 농업동맹                                                        | 제1차 뤼티                                                      |                                                                 |
| 페카 헤이키넨                                                               | 1940년 3월 27일-1940년 8월 15일                                 | 농업동맹                                                        | 제2차 뤼티                                                      |                                                                 |
| 빌랴미 칼리오코스키                                                         |                                                                 | 농업동맹                                                        | 제2차 뤼티                                                      | 1940년 8월 15일-1941년 1월 4일                                  |
| 빌랴미 칼리오코스키                                                         | 1941년 1월 4일-1943년 3월 5일                                   | 농업동맹                                                        | 랑겔                                                            |                                                                 |
| 빌랴미 칼리오코스키                                                         | 1943년 3월 5일-1944년 8월 8일                                   | 농업동맹                                                        | 링코미에스                                                      |                                                                 |
| 빌랴미 칼리오코스키                                                         | 8.8.1944 – 21.9.1944                                            | 농업동맹                                                        | 하크첼                                                          |                                                                 |
| 빌랴미 칼리오코스키                                                         | 1944년 9월 21이-1944년 11월 17일                                | 농업동맹                                                        | U. 카스트렌                                                     |                                                                 |
| 에밀 루카                                                                   |                                                                 | 농업동맹                                                        | 1944년 11월 17일-1945년 4월 17일                                | 제2차 파시키비                                                  |
| 칼레 유틸라                                                                 |                                                                 | 농업동맹                                                        | 1945년 4월 17일-1945년 9월 29일                                 | 제3차 파시키비                                                  |
| 비흐토리 베스테리넨                                                         |                                                                 | 농업동맹                                                        | 1945년 11월 9일-1946년 3월 26일                                 | 제3차 파시키비                                                  |
| 비흐토리 베스테리넨                                                         | 1946년 3월 26일-1948년 7월 29일                                 | 농업동맹                                                        | 페칼라                                                          |                                                                 |
| 마티 레피스퇴                                                               |                                                                 | 사회민주당                                                      | 1948년 7월 29일-1950년 3월 17일                                 | 제1차 파게르홀름                                                |
| 타비 빌훌라                                                                 |                                                                 | 농업동맹                                                        | 1950년 3월 17일-1951년 1월 17일                                 | 제1차 케코넨                                                    |
| 마르티 미에투넨                                                             |                                                                 | 농업동맹                                                        | 1951년 1월 17일-1951년 9월 20일                                 | 제2차 케코넨                                                    |
| 마르티 미에투넨                                                             | 1951년 9월 20일-1953년 7월 9일                                  | 농업동맹                                                        | 제3차 케코넨                                                    |                                                                 |
| 마르티 미에투넨                                                             | 1953년 7월 9일-1953년 11월 17일                                 | 농업동맹                                                        | 제4차 케코넨                                                    |                                                                 |
| 칼레 유틸라                                                                 |                                                                 | 무소속                                                          | 1953년 11월 7일-1954년 5월 5일                                  | 투오미오야                                                      |
| 빌랴미 칼리오코스키                                                         |                                                                 | 농업동맹                                                        | 1954년 5월 5일-1954년 10월 20일                                 | 퇴른그렌                                                        |
| 빌랴미 칼리오코스키                                                         | 1954년 10월 20일-1956년 3월 3일                                 | 농업동맹                                                        | 제5차 케코넨                                                    |                                                                 |
| 마르티 미에투넨                                                             |                                                                 | 농업동맹                                                        | 1956년 3월 3일-1957년 5월 27일                                  | 제2차 파게르홀름                                                |
| 마르티 미에투넨                                                             | 1957년 5월 27일-1957년 7월 2일                                  | 농업동맹                                                        | 제1차 숙셀라이넨                                                |                                                                 |
| 쿠스타 에스콜라                                                             |                                                                 | 농업동맹                                                        | 제1차 숙셀라이넨                                                | 1957년 7월 2일-1957년 11월 29일                                 |
| 한스 페르툴라                                                               |                                                                 | 무소속                                                          | 1957년 11월 29일-1958년 4월 26일                                | 폰 피안트                                                       |
| 파울리 레흐토살로                                                           |                                                                 | 무소속                                                          | 1958년 4월 26일-1958년 8월 29일                                 | 쿠스코스키                                                      |
| 마르티 미에투넨                                                             |                                                                 | 농업동맹                                                        | 1958년 8월 29일-1958년 11월 14일                                | 제3차 파게르홀름                                                |
| 우르호 캐회넨                                                               |                                                                 | 농업동맹                                                        | 1958년 11월 14일-1959년 1월 13일                                | 제3차 파게르홀름                                                |
| 유호 야콜라                                                                 |                                                                 | 농업동맹                                                        | 1959년 1월 13일-1961년 7월 14일                                 | 제2차 숙셀라이넨                                                |
| 요하네스 비롤라이넨                                                         |                                                                 | 농업동맹                                                        | 1961년 7월 14일-1962년 4월 12일                                 | 제1차 미에투넨                                                  |
| 요하네스 비롤라이넨                                                         | 1962년 4월 13일-1963년 12월 18일                                | 농업동맹                                                        | 제1차 카랼라이넨                                                |                                                                 |
| 사물리 수오멜라                                                             |                                                                 | 무소속                                                          | 1963년 12월 18일-1964년 9월 12일                                | 레흐토                                                          |
| 마우노 유실라                                                               |                                                                 | 중앙당                                                          | 1964년 9월 12일-1966년 5월 27일                                 | 비롤라이넨                                                      |
| 네스토리 카살라이넨                                                         |                                                                 | 중앙당                                                          | 1966년 5월 27일-1968년 3월 22일                                 | 제1차 파시오                                                    |
| 마르티 미에투넨                                                             |                                                                 | 중앙당                                                          | 1968년 3월 22일-1970년 5월 14일                                 | 제1차 코이비스토                                                |
| 닐스 베스테르마르크                                                         |                                                                 | 무소속                                                          | 1970년 5월 14일-1970년 7월 15일                                 | 제1차 아우라                                                    |
| 네스퇴 카살라이넨                                                           |                                                                 | 중앙당                                                          | 1970년 7월 15일-1971년 2월 28일                                 | 제2차 카랼라이넨                                                |
| 농림장관( maa- ja metsätalousministeri : 1971년-현재) [ 3 ]                 |                                                                 |                                                                 |                                                                 |                                                                 |
| 각료                                                                        | 정당                                                            | 정당                                                            | 임기                                                            | 내각                                                            |
| 네스퇴 카살라이넨                                                           |                                                                 | 중앙당                                                          | 1971년 3월 1일-1971년 10월 29일                                 | 제2차 카랼라이넨                                                |
| 사물리 수오멜라                                                             |                                                                 | 무소속                                                          | 1971년 10월 29일-1972년 2월 23일                                | 제2차 아우라                                                    |
| 레오 하포넨                                                                 |                                                                 | 사회민주당                                                      | 1972년 2워 23일-1972년 9월 4일                                  | 제2차 파시오                                                    |
| 에르키 하우키푸로                                                           |                                                                 | 중앙당                                                          | 1972년 9월 4일-1973년 7월 31일                                  | 제1차 소르사                                                    |
| 헤이모 리나                                                                 |                                                                 | 중앙당                                                          | 1973년 8월 1일-1975년 6월 13일                                  | 제1차 소르사                                                    |
| 베이코 이하무오틸라                                                         |                                                                 | 무소속                                                          | 1975년 6월 13일-1975년 11월 30일                                | 리나마                                                          |
| 헤이모 리나                                                                 |                                                                 | 중앙당                                                          | 1975년 11월 30일-1976년 9월 29일                                | 제2차 미에투넨                                                  |
| 요하네스 비롤라이넨                                                         |                                                                 | 중앙당                                                          | 1976년 9월 29일-1977년 5월 15일                                 | 제3차 미에투넨                                                  |
| 요하네스 비롤라이넨                                                         | 1977년 5월 15일-1979년 5월 26일                                 | 중앙당                                                          | 제2차 소르사                                                    |                                                                 |
| 타이스토 태흐캐마                                                           |                                                                 | 중앙당                                                          | 1979년 5월 26일-1982년 2월 19일                                 | 제2차 코이비스토                                                |
| 타이스토 태흐캐마                                                           | 1982년 2월 19일-1983년 5월 6일                                  | 중앙당                                                          | 제3차 소르사                                                    |                                                                 |
| 토이보 윌래얘르비                                                           |                                                                 | 중앙당                                                          | 1983년 5월 6일-1987년 4월 30일                                  | 제4차 소르사                                                    |
| 토이보 포햘라                                                               |                                                                 | 국민연합당                                                      | 1987년 4월 30일-1991년 4월 26일                                 | 홀케리                                                          |
| 마르티 푸라                                                                 |                                                                 | 중앙당                                                          | 1991년 4월 26일-1994년 4월 12일                                 | 아호 내각                                                       |
| 미코 페샐래                                                                 |                                                                 | 중앙당                                                          | 1994년 4월 12일-1995년 4월 13일                                 | 아호 내각                                                       |
| 칼레비 헤밀래                                                               |                                                                 | 무소속                                                          | 1995년 4월 13일-1999년 4월 15일                                 | 제1차 리포넨                                                    |
| 칼레비 헤밀래                                                               | 1999년 4월 15일-2002년 2월 1일                                  | 무소속                                                          | 제2차 리포넨                                                    |                                                                 |
| 라이모 타밀레흐토                                                           |                                                                 | 무소속                                                          | 제2차 리포넨                                                    | 2002년 2월 1일-2002년 5월 31일                                  |
| 야리 코스키넨                                                               |                                                                 | 국민연합당                                                      | 제2차 리포넨                                                    | 2002년 5월 31일-2003년 4월 17일                                 |
| 유하 코르케아오야                                                           |                                                                 | 중앙당                                                          | 2003년 4월 17일-2003년 6월 24일                                 | 얘텐매키                                                        |
| 유하 코르케아오야                                                           | 2003년 6월 24일-2007년 4월 19일                                 | 중앙당                                                          | 제1차 반하넨                                                    |                                                                 |
| 시르카리사 안틸라                                                           |                                                                 | 중앙당                                                          | 2007년 4월 19일-2010년 6월 22일                                 | 제2차 반하넨                                                    |
| 시르카리사 안틸라                                                           | 2010년 6월 22일-2011년 6월 22일                                 | 중앙당                                                          | 키비니에미                                                      |                                                                 |
| 야리 코스키넨                                                               |                                                                 | 국민연합당                                                      | 2011년 6월 22일-2014년 6월 24일                                 | 카타이넨                                                        |
| 페테리 오르포                                                               |                                                                 | 국민연합당                                                      | 2014년 6월 24일-2015년 5월 29일                                 | 스투브                                                          |
| 키모 틸리카이넨                                                             |                                                                 | 중앙당                                                          | 2015년 5월 29일-2017년 5월 5일                                  | 시필래                                                          |
| 야리 레패                                                                   |                                                                 | 중앙당                                                          | 2017년 5월 5일-현임                                             | 시필래                                                          |
| 역대 부장관                                                                 |                                                                 |                                                                 |                                                                 |                                                                 |
| 농무국장보( maataloustoimituskunnan apulaispäällikkö : 1917년-1918년)       |                                                                 |                                                                 |                                                                 |                                                                 |
| 각료                                                                        | 정당                                                            | 정당                                                            | 임기                                                            | 원로원                                                          |
| 에로 위리외 페흐코넨                                                        |                                                                 | 농업동맹                                                        | 1917년 11월 27일–1918년 5월 27일                                | 제1차 스빈후부드                                                |
| 에로 위리외 페흐코넨                                                        | 1918년 5월 27일–1918년 11월 27일                                | 농업동맹                                                        | 제1차 파시키비                                                  |                                                                 |
| 농무장관보( apulaismaatalousministerit : 1919년-1937년) [ 2 ]               |                                                                 |                                                                 |                                                                 |                                                                 |
| 각료                                                                        | 정당                                                            | 정당                                                            | 임기                                                            | 내각                                                            |
| 에로 하흘                                                                   |                                                                 | 농업동맹                                                        | 1919년 4월 17일-1919년 8월 15일                                 | K. 카스트렌 내각                                                |
| 에로 하흘                                                                   | 1919년 8월 15일-1920년 3월 15일                                 | 농업동맹                                                        | 제1차 벤놀라                                                    |                                                                 |
| 에로 하흘                                                                   | 1920년 3월 15일-1921년 4월 9일                                  | 농업동맹                                                        | 에리히                                                          |                                                                 |
| 유호 니우카넨                                                               |                                                                 | 농업동맹                                                        | 1921년 4월 9일-1922년 6월 2일                                   | 제2차 벤놀라                                                    |
| 아이모 카얀데르                                                             |                                                                 | 무소속                                                          | 1922년 6월 2일-1922년 11월 14일                                 | 제1차 카얀데르                                                  |
| 유호 니우카넨                                                               |                                                                 | 농업동맹                                                        | 1922년 11월 14일-1924년 1월 18일                                | 제1차 칼리오                                                    |
| 일마리 아우에르                                                             |                                                                 | 농업동맹                                                        | 31.5.1924 – 22.11.1924                                          | 제1차 잉그만                                                    |
| 페카 페나넨                                                                 |                                                                 | 국민연합당                                                      | 1924년 11월 29일-1925년 3월 31일                                | 제2차 잉그만                                                    |
| 비흐토리 베스테리넨                                                         |                                                                 | 농업동맹                                                        | 1925년 3월 31일-1925년 12월 31일                                | 툴렌헤이모                                                      |
| 비흐토리 베스테리넨                                                         | 1925년 12월 31일-1926년 12월 13일                               | 농업동맹                                                        | 제2차 칼리오                                                    |                                                                 |
| 비흐토리 베스테리넨                                                         | 1927년 12월 17일-1928년 10월 16일                               | 농업동맹                                                        | 제1차 수닐라                                                    |                                                                 |
| 칼레 유틸라                                                                 |                                                                 | 농업동맹                                                        | 제1차 수닐라                                                    | 1928년 10월 16일-1928년 12월 22일                               |
| 우노 브란데르                                                               |                                                                 | 국민진보당                                                      | 1928년 12월 22일-1929년 8월 16일                                | 만테레                                                          |
| 안티 유네스                                                                 |                                                                 | 농업동맹                                                        | 1929년 8월 16일-1930년 7월 4일                                  | 제3차 칼리오                                                    |
| 유호 코이비스토                                                             |                                                                 | 농업동맹                                                        | 1930년 7월 4일-1931년 3월 21일                                  | 제2차 스빈후부드                                                |
| 페카 헤이키넨                                                               |                                                                 | 농업동맹                                                        | 1931년 3월 21일-1932년 12월 14일                                | 제2차 수닐라                                                    |
| 에밀 리나                                                                   |                                                                 | 국민진보당                                                      | 1934년 1월 19일-1936년 9월 25일                                 | 키비매키                                                        |
| 빌랴미 칼리오코스키                                                         |                                                                 | 농업동맹                                                        | 1936년 10월 7일-1937년 3월 12일                                 | 제4차 칼리오                                                    |
| 유호 코이비스토                                                             |                                                                 | 농업동맹                                                        | 1937년 3월 12일-1939년 12월 1일                                 | 제3차 카얀데르                                                  |
| 농무부장관( ministeri maatalousministeriössä : 1939년-1968년) [ 4 ]         |                                                                 |                                                                 |                                                                 |                                                                 |
| 각료                                                                        | 정당                                                            | 정당                                                            | 임기                                                            | 내각                                                            |
| 유호 코이비스토                                                             |                                                                 | 농업동맹                                                        | 1939년 12월 1일-1940년 3월 27일                                 | 제1차 뤼티                                                      |
| 유호 코이비스토                                                             | 1940년 3월 27일-1941년 1월 4일                                  | 농업동맹                                                        | 제2차 뤼티                                                      |                                                                 |
| 토이보 이코넨                                                               |                                                                 | 농업동맹                                                        | 1941년 4월 1일-1943년 3월 5일                                   | 랑겔                                                            |
| 닐스 오사라                                                                 |                                                                 | 무소속                                                          | 1943년 3월 5일-1944년 8월 8일                                   | 링코미에스                                                      |
| 에밀 루카                                                                   |                                                                 | 농업동맹                                                        | 1945년 4월 17일-1946년 3월 26일                                 | 제3차 파시키비                                                  |
| 파보 비딩                                                                   |                                                                 | 농업동맹                                                        | 1946년 3월 26일-1948년 7월 29일                                 | 페칼라                                                          |
| 유시 라티카이넨                                                             |                                                                 | 사회민주당                                                      | 1948년 7월 29일-1950년 3월 17일                                 | 제1차 파게르홀름                                                |
| 에밀 루카                                                                   |                                                                 | 농업동맹                                                        | 1950년 3월 17일-1951년 1월 17일                                 | 제1차 케코넨                                                    |
| 마티 레피스퇴                                                               |                                                                 | 사회민주당                                                      | 1951년 1월 17일-1951년 9월 20일                                 | 제2차 케코넨                                                    |
| 에밀 루카                                                                   |                                                                 | 농업동맹                                                        | 1951년 9월 20일-1953년 7월 9일                                  | 제3차 케코넨                                                    |
| 마티 레피스퇴                                                               |                                                                 | 사회민주당                                                      | 1951년 9월 20일-1952년 11월 29일                                | 제3차 케코넨                                                    |
| 하네스 티아이넨                                                             |                                                                 | 사회민주당                                                      | 1952년 12월 3일-1953년 7월 9일                                  | 제3차 케코넨                                                    |
| 헨리크 쿨베르그                                                             |                                                                 | 스웨덴인당                                                      | 1953년 11월 17일-1953년 12월 4일                                | 투오미오야                                                      |
| 닐스 베스테르마르크                                                         |                                                                 | 스웨덴인당                                                      | 1953년 12월 18일-1954년 5월 5일                                 | 투오미오야                                                      |
| 하네스 티아이넨                                                             |                                                                 | 사회민주당                                                      | 1954년 5월 5일-1954년 10월 20일                                 | 퇴른그렌                                                        |
| 비에노 시모넨                                                               |                                                                 | 농업동맹                                                        | 1956년 3월 3일-1957년 5월 27일                                  | 제2차 파게르홀름                                                |
| 베르텔 린드                                                                 |                                                                 | 스웨덴인당                                                      | 1957년 5월 27일-1957년 7월 2일                                  | 제1차 숙셀라이넨                                                |
| 마티 레피스퇴                                                               |                                                                 | 사회민주당                                                      | 1957년 9월 2일-1957년 11월 29일                                 | 제1차 숙셀라이넨                                                |
| 마티 레피스퇴                                                               | 1958년 4월 26일-1958년 8월 29일                                 | 사회민주당                                                      | 쿠스코스키                                                      |                                                                 |
| 닐로 코솔라                                                                 |                                                                 | 국민연합당                                                      | 1958년 8월 29일-1959년 1월 13일                                 | 제3차 파게르홀름                                                |
| 토이보 안틸라                                                               |                                                                 | 농업동맹                                                        | 1959년 1월 13일-1961년 7월 14일                                 | 제2차 숙셀라이넨                                                |
| 타흐보 뢴쾨                                                                 |                                                                 | 농업동맹                                                        | 1961년 7월 14일-1962년 4월 13일                                 | 제1차 미에투넨                                                  |
| 베르네르 코르스백                                                           |                                                                 | 스웨덴인당                                                      | 1962년 4월 13일-1963년 12월 18일                                | 제1차 카랼라이넨                                                |
| 마랴 라흐티                                                                 |                                                                 | 중앙당                                                          | 1964년 9월 12일-1966년 5월 27일                                 | 비롤라이넨                                                      |
| 라르스 린데만                                                               |                                                                 | 사회민주당                                                      | 1966년 5월 27일-1968년 3월 22일                                 | 제1차 파시오                                                    |
| 농림부장관( ministeri maa- ja metsätalousministeriössä : 1977-1991년) [ 5 ] |                                                                 |                                                                 |                                                                 |                                                                 |
| 각료                                                                        | 정당                                                            | 정당                                                            | 임기                                                            | 내각                                                            |
| 베이코 사르토                                                               |                                                                 | 인민민주동맹                                                    | 1977년 5월 15일-1979년 5월 26일                                 | 제2차 소르사                                                    |
| 베이코 사르토                                                               | 1979년 5월 26일-1982년 2월 19일                                 | 인민민주동맹                                                    | 제2차 코이비스토                                                |                                                                 |
| 야르모 바흘스트룀                                                           |                                                                 | 인민민주동맹                                                    | 1982년 2월 19일-1982년 12월 31일                                | 제3차 소르사                                                    |
| 마티 아흐데                                                                 |                                                                 | 사회민주당                                                      | 1983년 5월 6일-1983년 9월 30일                                  | 제4차 소르사                                                    |
| 올레 노르박                                                                 |                                                                 | 스웨덴인당                                                      | 1987년 4월 30일-1991년 4월 26일                                 | 홀케리                                                          |

## 같이 보기
- 핀란드 농림부
- 핀란드의 정치